# Дал'Армелина (Виченца)
Дал'Армелина је насеље у Италији у округу Виченца, региону Венето.
Према процени из 2011. у насељу је живело 20 становника. Насеље се налази на надморској висини од 14 м.